# Ramon Sugranyes i de Franch
Ramon Sugranyes i de Franch (Capellades, 31 ottobre 1911 – Capellades, 26 febbraio 2011) è stato un attivista cattolico spagnolo e catalano. Dirigente cattolico, professore all'Università di Friburgo, fu uditore laico al Concilio Vaticano II.

## Biografia
Nacque da una famiglia borghese a Capellades, in una delle tenute agricole della sua famiglia materna, da Xaviera de Franch i Capdevila, di Cardona, e da Domènech Sugranyes i Gras (1878-1938), architetto di Reus, discepolo e collaboratore di Gaudí, e suo successore nella seconda fase di costruzione della Sagrada Família nel decennio 1926-1936.
Nel 1933 si laureò in lettere e diritto all'Università di Barcellona, dove conobbe Miquel Batllori, Jaume Vicens i Vives, Joan Ramon Masoliver, Ramon Aramon i Serra e Jordi Maragall i Noble (figlio di Joan Maragall e futuro padre di Ernest e Pasqual Maragall i Mira, quest'ultimo sindaco di Barcellona dal 1982 al 1997 e 127º Presidente della Generalitat de Catalunya dal 2003 al 2006).
Durante l'esperienza della Repubblica catalana, partecipò alla riforma scolastica e ai movimenti studenteschi cattolici, diventando vicepresidente della Federació Catalana d'Estudiants Catòlics (Federazione catalana degli studenti cattolici). Tra il 1933 e il 1934, lavorò anche come segretario di Pompeu Fabra al Patronato della Universitat Autònoma de Barcelona. Collaborò al periodico cattolico El Matí e fu professore nell'innovativo centro di istruzione secondaria Institut-Escola de la Generalitat de Catalunya. Nel 1935-36, su consiglio di José Castillejo Duarte, studiò diritto romano alla scuola di Emilio Albertario dell'Università Cattolica del Sacro Cuore di Milano.
Il 23 agosto 1936, durante la guerra civile spagnola (la «guerra incivile», secondo una sua definizione) approfittò di un invito a un seminario giovanile a Ginevra per stabilirsi in quella città con il professor Joaquim Balcells i Pinto (quest'ultimo vi morirà poco dopo, il 25 ottobre di quell'anno). Auto-esiliatosi, entrò a far parte della terza di quelle che Paul Preston ha definito come "las tres Españas del 36", di chi non volle schierarsi né a favore di franchisti né dei repubblicani. Ma tenersi lontano dai rivolgimenti della guerra civile, fu il frutto di una tormentata scelta di coscienza, nella quale fu aiutato e consigliato dal teologo Charles Journet, futuro cardinale con Paolo VI, dal pensatore Carles Cardó, e da don Luigi Sturzo, al quale aveva indirizzato una lettera, aderendo al consiglio di Cardó. A Ginevra poté continuare gli studi grazie all'aiuto economico di Rafael Patxot i Jubert. A Parigi partecipò al Comitato per la Pace guidato da Jacques Maritain e Salvador de Madariaga.
A partire dal 1944 fu professore di lingue e letterature ispaniche all'Università cattolica di Friburgo, dove poté concludere il suo dottorato in diritto canonico e realizzare i suoi studi su Raimondo Lullo, precursore del dialogo interreligioso. Rimarrà a Friburgo per trent'anni, occupando la cattedra di letterature iberiche.
Come dirigente cattolico fu molto attivo quale presidente dell'organizzazione cattolica Pax Romana e della Conferenza delle organizzazioni cattoliche internazionali. La sua attività gli permise di stringere amicizia con personalità cattoliche come il cardinale Montini (futuro Papa Paolo VI, Vittorino Veronese (futuro presidente dell'Azione Cattolica Italiana dal 1946 al 1952 e, dal 1952 al 1961, funzionario di spicco dell'UNESCO, di cui fu direttore generale dal 1958 al 1961) e Joaquín Ruiz-Giménez Cortés. Fu proprio Paolo VI, nel 1963, a nominarlo uditore laico del Concilio Vaticano II. Dal 1966 al 1974 è stato consulente del Pontificio Consiglio per i Laici, dal 1979 al 1998 presidente dell'Istituto internazionale Jacques Maritain. Nel 1983 fu insignito della Creu de Sant Jordi e nel 1995 ricevette il Premio Internazionale Luigi Sturzo, assegnatogli dall'Istituto di Sociologia "Luigi Sturzo".
Nel 1999, la Fundació Lluís Carulla gli ha conferito il Premi d'Honor Lluís Carulla.
Ha pubblicato le sue memorie nel 1998, con il titolo Militant per la justícia. Memories dialògades amb el pare Hilari Raguer, in forma di dialogo-intervista con padre Hilari Raguer O.S.B. e con sua figlia Margarida, tradotte in italiano nel 2003 per Rubbettino. Morì a Capellades il 26 febbraio 2011.